# Sporotrophophyll
Ein Sporotrophophyll (auch Trophosporophyll) ist ein Blatt, das sowohl Sporen produziert als auch Photosynthese betreibt.
Gefäßsporenpflanzen (Pteridophyta) vermehren sich über Sporen, die bei einigen Gruppen von den Blättern gebildet werden. Diese Blätter (Sporophylle) können völlig auf die Funktion der Sporenbildung spezialisiert sein, sie bestehen dann nur aus der Mittelrippe und den Sporenbehältern (Sporangien). In diesem Fall spricht man von Sporophyllen im engeren Sinn. Oder aber das Sporophyll ähnelt einem normalen Laubblatt, ist grün und betreibt Photosynthese. Grüne Blätter, die durch Photosynthese die Pflanze ernähren, bezeichnet man als Trophophylle. Ein Trophophyll, das nebenbei auch Sporen bildet, heißt entsprechend Sporotrophophyll.
Sporotrophophylle gibt es heute bei den meisten Farnen (Filicopsida), in der mitteleuropäischen Flora etwa beim Adlerfarn oder beim Wurmfarn. Man vermutet, dass auch einige ausgestorbene Samenpflanzen Sporotrophophylle besaßen, etwa die Vorfahren der heutigen Palmfarne (Cycadophyta).